# 19-й артиллерийский полк (Великобритания)
19-й полк Королевской артиллерии (англ. 19th Regiment Royal Artillery) или просто 19-й артиллерийский полк — артиллерийский полк Британской армии, известный ныне как «Шотландские канониры» (англ. The Scottish Gunners) и носивший до 2012 года прозвище «Горные канониры» (англ. The Highland Gunners, также переводится как Хайлендские канониры). В настоящее время состоит в 12-й механизированной бригаде и оказывает артиллерийскую поддержку. Полк использует команды огневой поддержки, состоящие из БТР с радарами типа MSTAR, а артиллерийский парк составляют 18 самоходных артустановок AS-90.

## История
Предшественником 19-го полка является 17-я бригада королевской полевой артиллерии, существовавшая ещё в XVIII веке. Полк был образован номинально в 1900 году и участвовал в Первой мировой войне. Во время Второй мировой войны четыре батареи были объединены в две. В мае 1940 года этот полк стал первым артиллерийским полком Великобритании, вступившим в бои против немцев: это произошло прямо на линии Мажино. Позднее полк сражался в Северной Африке и Италии.
19-й номер полк получил официально в 1947 году. Он участвовал в 1950-е годы в Корейской войне и в 1960-е годы в подавлении Аденских волнений. После издания в 1963 году закона о воинском призыве и национальной службе полк получил право набирать добровольцев из Шотландского высокогорья.
В 1995 году полк был отправлен в Боснию и Герцеговину в рамках операции «Обдуманная сила», в 1998 году нёс службу на Кипре в рамках частей UNFICYP. С 2000 года служил в Ираке и Афганистане, вернулся из Афганистана в октябре 2012 года. В декабре 2012 года был переименован в «Шотландских канониров» после того, как известный под прозвищем «Лоулендские канониры» (англ. The Lowland Gunners) 40-й артиллерийский полк был расформирован. В состав 19-го полка вошла 38-я батарея, а также было создано новое знамя, поднятое перед казармами полка.

## Дислокация и вербовка
В полк призываются добровольцы из Шотландского высокогорья, но вместе с тем служат уроженцы Центральной Шотландии, Аргилла, Тайсайда, Грампианских гор и даже иностранцы: уроженцы Африки, Карибских островов и Фиджи. Является стратегически важным шотландским артиллерийским полком после расформирования 40-го полка согласно программе Army 2020.

## Почести
19-й артиллерийский полк является местным артиллерийским полком Шотландского высокогорья, Шетлендских и Оркнейских островов, также почётным гражданином городов Инвернесс и Колчестер. Цвета тартана 19-го полка соответствуют цветам клана Робертсонов.

## Структура полка
В составе полка состоят следующие батареи:
- 5-я артиллерийская батарея
- 13-я артиллерийская батарея
- 28/143-я артиллерийская батарея
- 38-я артиллерийская батарея
- 127-я артиллерийская батарея
- 176-я артиллерийская батарея[англ.]